# فدراسیون فوتبال شیلی
فدراسیون فوتبال شیلی (اسپانیایی: Federación de Fútbol de Chile‎) نهاد اداره‌کنندهٔ فوتبال در شیلی است. این فدراسیون در تاریخ ۱۹ ژوئن ۱۸۹۵ تأسیس شد و دومین فدراسیون فوتبال در آمریکای جنوبی از نظر قدمت محسوب می‌شود. این نهاد یکی از اعضا و تأسیس‌کنندگان کونمبول در سال ۱۹۱۶ می‌باشد. این فدراسیون ادارهٔ تیم ملی فوتبال شیلی را بر عهده دارد.